# Amyris belizensis
Amyris belizensis är en vinruteväxtart som beskrevs av Cyrus Longworth Lundell. Amyris belizensis ingår i släktet Amyris och familjen vinruteväxter. Inga underarter finns listade i Catalogue of Life.